# Mari-myeon
Mari-myeon (koreanska: 마리면)  är en socken i kommunen Geochang-gun i provinsen Södra Gyeongsang, i den centrala delen av Sydkorea, 220 km söder om huvudstaden Seoul.